# B.Y.O.B.
B.Y.O.B. ("Bring Your Own Bombs", v překladu: Přineste si vlastní bomby) je první singl z alba Mezmerize americké heavy metalové skupiny System of a Down. Text je silně proti válce v Iráku. Díky vyskytujícím se vulgarismům existuje i cenzurovaná verze.

## Videoklip
Režisérem byl Jake Nava.
V předehře probíhá nástup vojáků, kterým na maskách svítí nápisy "DIE", "TRUTH", "OBEY", "BUY" and "GOD" ( "ZEMŘÍT", "VĚŘIT", "POSLOUCHAT", "KUPOVAT" a "BŮH"). Před nimi hrají členové SOAD; Během zpěvu hraje kapela v nočním klubu. Uprostřed videa se zjeví Daron a křičí "Blast off! It's party time! And we don't live in a fascist nation! Blast off! It's party time! And where the fu*k are you?!" (Výbuch! Je čas na mejdan! A my nežijeme ve fašistickém národě! Výbuch! Je čas na mejdan! A kde seš ku**a ty??). Poté na klub zaútočí vojáci. Na konci mají muzikanti stejné masky jako vojáci.

## Ocenění
- Cena Grammy v kategorii: "Best Hard Rock Performance"
- Nominace na cenu Kerrang!
- V žebříčku Billboard Hot 100 byl v TOP 40 (jako jediná skladba kapely)
- Ústřední riff získal 76 příčku v žebříčku "100 nejlepších riffů všech dob"